# 卡拉蘇河
卡拉蘇河是土耳其的河流，位於該國東部，河道全長約450公里，發源自埃爾祖魯姆以北35公里，最終與穆拉特河匯流成幼發拉底河。